# Renaissance du Bénin
La Renaissance du Bénin (RB) est un parti politique béninois fondé le 24 mars 1992 par Rosine Vieyra Soglo pour soutenir son époux Nicéphore Soglo, élu président en 1991, et d'abord dirigé par elle

## Histoire
Au fil des années la RB connaît un parcours en dents de scie. Lors des élections législatives de 1995, elle remporte 20 sièges de députés sur 83, devenant ainsi la première force politique du pays. Cependant, lors de l'élection présidentielle de 1996, Nicéphore Soglo est battu par Mathieu Kérékou. Lors des législatives de 1999, le parti se redresse et obtient près du tiers des députés (27 sièges sur 89), mais Nicéphore Soglo échoue à nouveau lors de la présidentielle de 2001 et la RB ne remporte plus que 15 sièges lors des législatives de 2003.